# 釜石大槌地区行政事務組合
釜石大槌地区行政事務組合（かまいしおおつちちくぎょうせいじむくみあい）は、岩手県釜石市及び上閉伊郡大槌町の1市1町が設立している一部事務組合。

## 概要

### 事務所
- 岩手県釜石市只越町3-9-13（釜石市役所内）

### 主な事務内容
- し尿処理施設の設置、維持管理及びし尿の処分に関する事務
- 常備消防事務（消防団並びに消火栓の設置及び管理に関する事務を除く）

### 組織
- 組合議会
  - 議員定数：12人（釜石市：6人、大槌町：6人）
- 組合執行機関
  - 管理者：1人（関係団体の長の互選）
  - 副管理者：1人（関係団体の長の互選）
  - 収入役：1人（管理者の属する団体の収入役の職にある者）
  - 監査委員：2人

## 常備消防事務

### 概要
- 消防本部：岩手県釜石市鈴子町16番19号
- 消防本部名称：釜石大槌地区行政事務組合消防本部
- 管内面積：641.90km2
- 職員定数：108人
- 消防署2カ所
- 主力機械（2019年4月1日現在）
  - 普通消防ポンプ自動車：4
  - 水槽付消防ポンプ自動車：2
  - はしご付消防自動車：1
  - 化学消防自動車：2
  - 救急自動車：5
  - 救助工作車：1
  - 指揮車：2
  - その他：7

### 沿革
- 1972年5月1日　釜石市及び大槌町が釜石大槌地区行政事務組合を設立する。
- 1998年4月1日　釜石市及び大槌町の常備消防事務を釜石大槌地区行政事務組合に移管する。釜石市消防本部・大槌町消防本部が釜石大槌地区行政事務組合消防本部に移行する。
- 2011年3月11日　東北地方太平洋沖地震に伴う東日本大震災による大津波で殉職者3名、消防本部及び釜石・大槌署、鵜住居出張所が被災し主な所属車両を全損する大被害を受ける[1]。
- 2017年3月31日　釜石消防署小佐野出張所を廃止。

### 組織
- 本部 - 庶務課、消防課
- 消防署

### 消防署

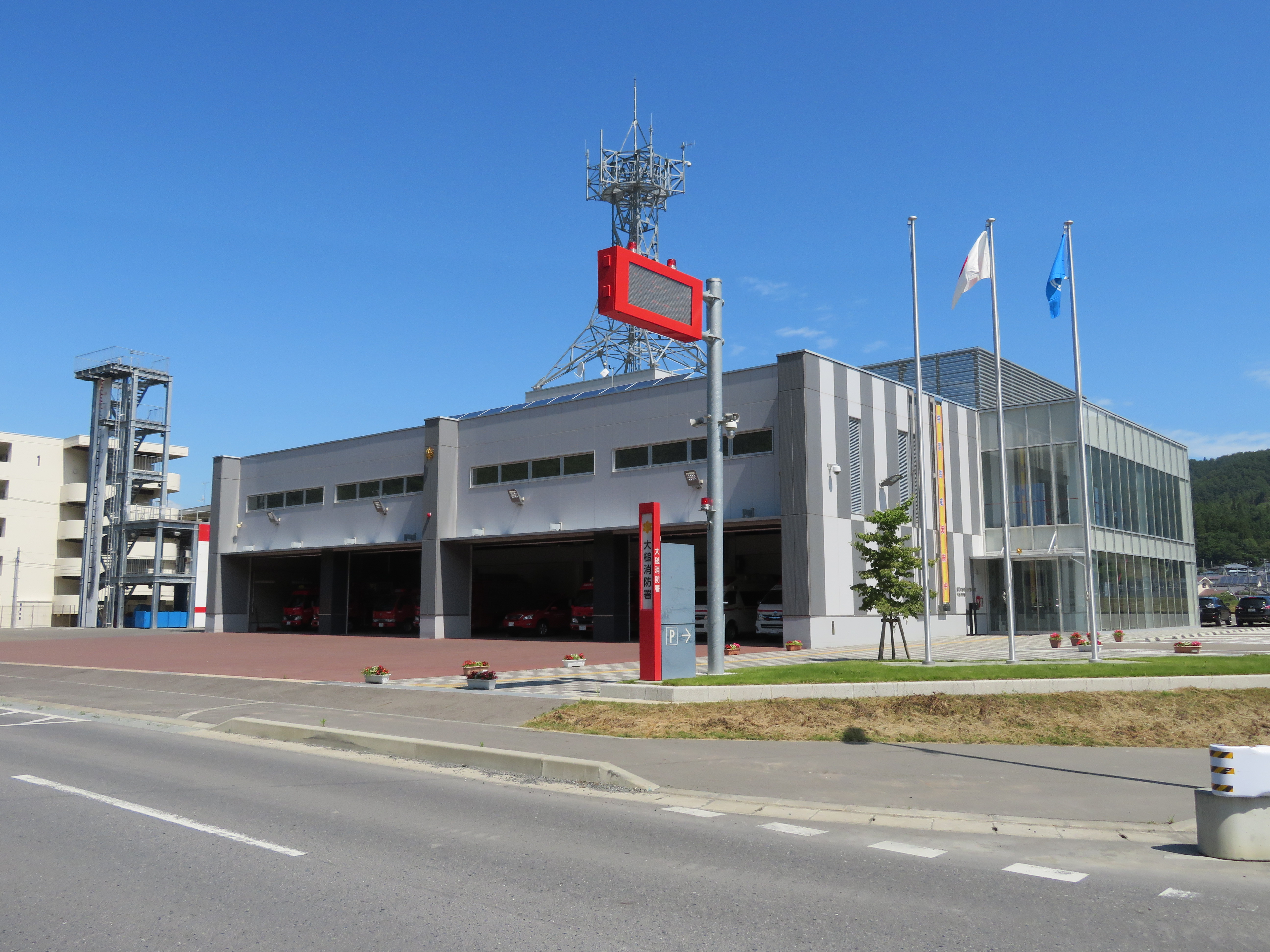
大槌消防署

| 消防署     | 住所                       |
| ---------- | -------------------------- |
| 釜石消防署 | 釜石市鈴子町16-19          |
| 大槌消防署 | 上閉伊郡大槌町大槌14-142-1 |

### 東日本大震災被害関連
東日本大震災　大津波が釜石の町を襲う(YouTube)
震災当日に一般人が釜石市を襲った津波を撮影した映像。12分頃から釜石消防署と退避が間に合わず放棄され流される消防車が映されている。
消防防災博物館特設コーナー
- 釜石消防署及び小佐野出張所の様子
- 大槌消防署の様子